# 박수진 (가수)
박수진(1998년 1월 14일~)은 대한민국의 가수다. 2017년 싱글 [Blue Wave]로 데뷔했다.

## 방송
- 슈퍼스타K 7 (2015) - Top26(11위)[1]
- 싱어게인3 (2023) - Top24

## 음반
- Blue Wave (2017)
- 잠들지 말아요 (2018)
- Melody (2018)
- 붙어있자, 우리 (2018)
- 보이스3 (OCN 토일드라마) OST - Part.6 (2019)
- 보이스3 (OCN 토일드라마) OST Special (2019)
- 신입사관 구해령 (MBC 수목드라마) OST - Part.5 (2019)
- 신입사관 구해령 (MBC 수목드라마) OST Special (2019)
- 클로저스 OST : Sunlight (2020)